# コチ財閥
コチ・ホールディングAŞ（Koç Holding A.Ş. (トルコ語発音: [kotʃ])）は、トルコ最大の産業コングロマリットのひとつ。2016年のフォーチュン・グローバル500のリストに国内企業で唯一ランクインを果たした。会社の本社は、イスタンブールのナッカシュテペに置かれている。

## 歴史
1926年、ヴェフビ・コチにより、コチ・ホールディングは設立された。
1984年、ヴェフビ・コチの息子であるラフミ・M・コチが代表取締役会長の座を引き継いだ。 
1988年9月、同社の本社をイスタンブールのフンドゥクルからアナトリア半島のナッカシュテペに移転した。
2003年4月4日、ラフミ・コチは長男であるムスタファ・V・コチに職を譲り、自らは引退して名誉会長および取締役会席を獲得した。
2015年2月、レヴェント・チャクロールがトゥルガイ・ドゥラクの後任としてCEOに就任した。
イスタンブール証券取引所ではコチ・グループの16社の株式が取引されており、グループは合わせて113の企業、9万人の従業員、14,000のディーラー、代理店、アフターサービスの人員で構成されている。